# Augusta Curiel
Augusta Cornelia Paulina Curiel, née le 14 décembre 1873 et morte le 22 novembre 1937 à Paramaribo, est une photographe surinamaise. Son studio est tenu avec sa sœur et assistante Anna Jacoba (1876–1958).

## Biographie
Augusta Curiel naît en 1873 à Paramaribo, alors capitale de la colonie néerlandaise du Suriname. Elle porte le nom de famille de sa mère Henriette Paulina, le nom de son père est inconnu.

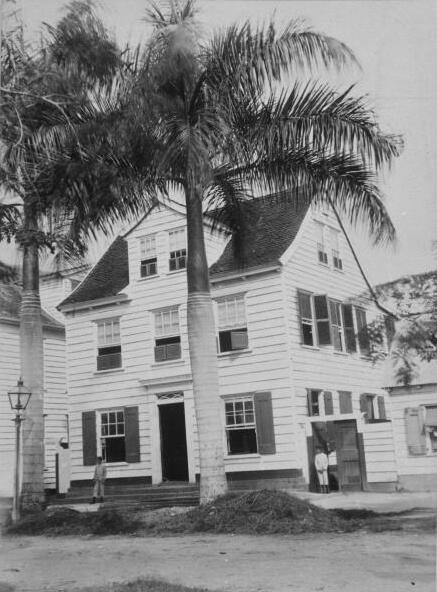
Le studio et demeure des sœurs Curiel.

En 1929, la reine Wilhelmine Augusta décerne à Curiel le titre de Fournisseur de la Cour.  Elle est la première photographe du Suriname pour la famille royale. Les sœurs Curiel possèdent le studio Augusta Curiel à Paramaribo, au numéro 28 de la Domineestraat. Leur revenu provient surtout des portraits. Les photographies sont prises avec un appareil photo en bois, et le temps d'exposition est estimé sans l'aide d'un appareil de mesure de la luminosité. Après la mort d'Augusta, Anna tente de continuer l'activité, mais sa santé se détériore, tout comme sa situation financière, et elle vend le studio dans les années 1950.

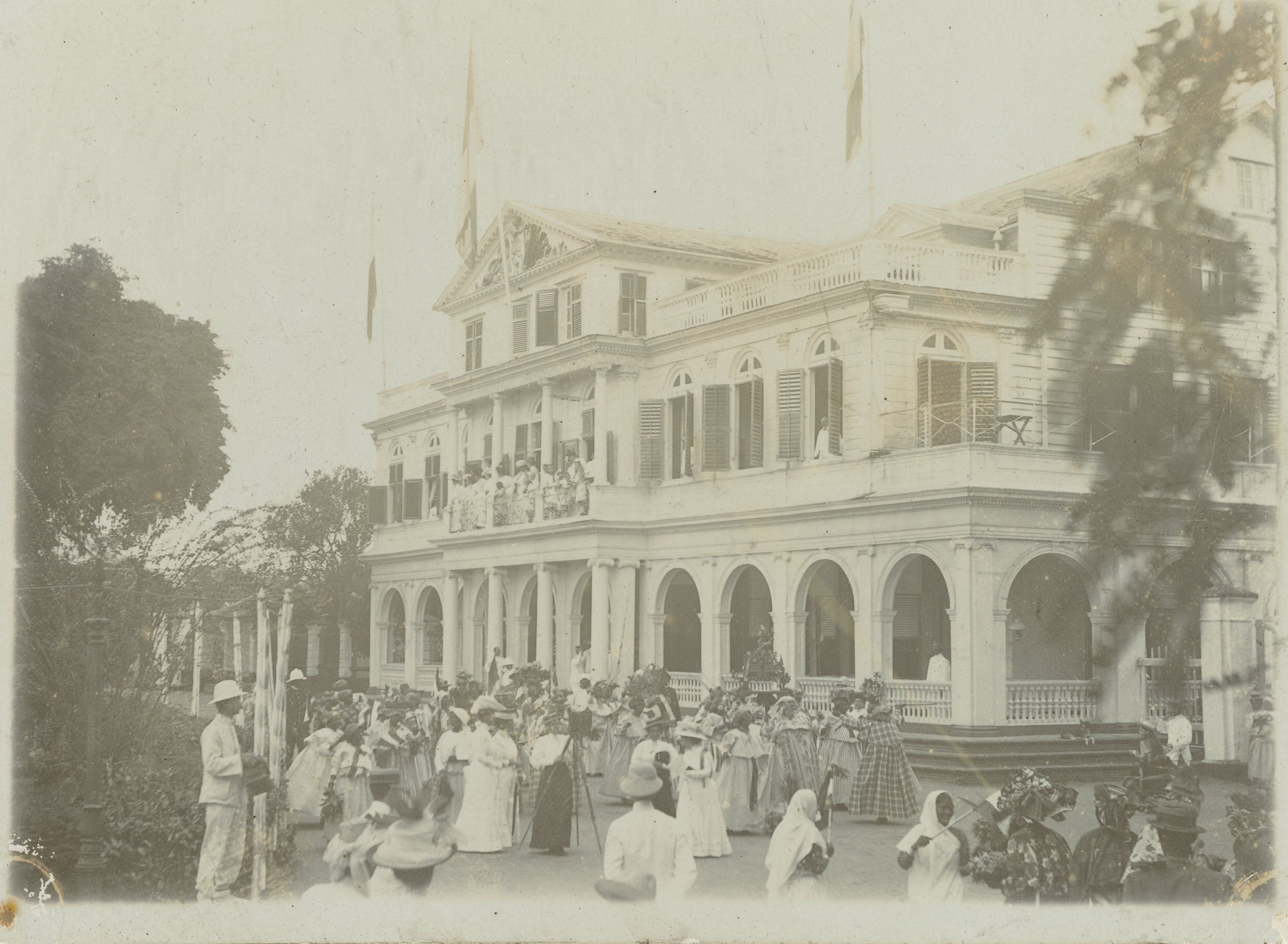
Une des sœurs Curiel avec l'appareil sur un trépied, en train de préparer une photographie.

## Préservation
En 2005, Janneke van Dijk, conservateur du Koninklijk Instituut voor de Tropen (KIT) d'Amsterdam, retrouve environ 400 négatifs originaux sur plaque de verre stockés dans le dépôt du Musée du Suriname (nl) à Fort Zeelandia. Malgré le temps et les conditions de stockage, les images sont en bon état. Les photographies sont numérisées et publiées en 2007.

## Collections muséales
- Musée du Suriname (nl), Paramaribo, Suriname[4]
- Rijksmuseum Amsterdam[5]
- Institut royal des Tropiques
- Musée de la photographie des Pays-Bas, Rotterdam[6]